# Cajvana
Cajvana (německy Keschwana) je město v župě Sučava v severovýchodním Rumunsku. Nachází se v historickém regionu Bukovina a je dvanáctým největším městským sídlem v okrese, podle sčítání lidu z roku 2021 zde žije 9 139 obyvatel. Cajvana získala status města v roce 2004, a to spolu s dalšími sedmi lokalitami sučavské župy. Město spravuje obec Codru.
Město leží 36 kilometrů od správního města Sučava a je známé svým legendárním dubem, který pochází z doby moldavského panovníka Štěpána Velikého (1457–1504). Přestože se jedná o město, charakter sídla je spíše venkovský a hlavním zdrojem obživy obyvatelstva je zemědělství. Lokalita byla v roce 2005 vážně postižena evropskými povodněmi.

## Rodáci
- Maria Băsescuová (* 1951), první dáma Rumunska v letech 2004–2014
- Aurel Țurcan (1876–1939), politik, inženýr a podnikatel